# Noruega en los Juegos Paralímpicos de Sídney 2000
Noruega estuvo representada en los Juegos Paralímpicos de Sídney 2000 por un total de 39 deportistas, 26 hombres y 13 mujeres.

## Medallistas
El equipo paralímpico noruego obtuvo las siguientes medallas:
| Nombre                                                                | Deporte           | Evento                                               |
| --------------------------------------------------------------------- | ----------------- | ---------------------------------------------------- |
| Oro                                                                   |                   |                                                      |
| Rune Ulvang                                                           | Natación          | 100 m braza SB8 masculino                            |
| Noel Pedersen                                                         | Natación          | 100 m braza SB13 masculino                           |
| Plata                                                                 |                   |                                                      |
| Mikkel Gaarder                                                        | Atletismo         | 200 m T51 masculino                                  |
| Cathrine Nøttingnes                                                   | Ciclismo en pista | Persecución individual tándem clase abierta femenino |
| Anne Cecilie Ore                                                      | Hípica            | Doma individual grado III mixto                      |
| Anne Cecilie Ore                                                      | Hípica            | Doma individual estilo libre grado III mixto         |
| Anne Cathrin Evenrud                                                  | Hípica            | Doma individual grado IV mixto                       |
| Eva Renate Indrevold                                                  | Natación          | 100 m espalda S7 femenino                            |
| Bronce                                                                |                   |                                                      |
| Cathrine Nøttingnes                                                   | Ciclismo en pista | 1 km contrarreloj tándem clase abierta femenino      |
| Cathrine Nøttingnes                                                   | Ciclismo en ruta  | Ruta tándem clase abierta femenino                   |
| Jens Lasse Dokkan                                                     | Hípica            | Doma individual grado I mixto                        |
| Jens Lasse Dokkan                                                     | Hípica            | Doma individual estilo libre grado I mixto           |
| Hanne Nesheim                                                         | Hípica            | Doma individual grado III mixto                      |
| Anne Cathrin Evenrud Silje Gillund Anne Cecilie Ore Jens Lasse Dokkan | Hípica            | Doma por equipos clase abierta mixto                 |
| Noel Pedersen                                                         | Natación          | 100 m espalda S13 masculino                          |